# La bonita ama de casa
La bonita ama de casa es un cuadro creado por el pintor italiano Amedeo Modigliani en 1915. Este óleo sobre lienzo presenta casi de cuerpo entero a una joven rubia dentro de una cocina, como indica la alacena con loza al fondo. Vestida con un vestido oscuro de cuello blanco, típico del servicio doméstico, y un delantal, lleva una cesta de la compra en su brazo. En la parte superior, Modigliani firmó en minúsculas a la derecha: "modigliani" y escribió el título a la izquierda en mayúsculas: "LA JOLIE MENAGERIE".
La obra fue comprada a Paul Guillaume por Albert Barnes el 22 de marzo de 1923. Se exhibe en la Fundación Barnes, Filadelfia, Pensilvania, Estados Unidos.